# Всеобщие выборы в Гватемале (1957)
Президентские выборы в Гватемале прошли 20 октября 1957 года. Мигель Ортис Пасарелли победил на президентских выборах, однако результаты выборов были аннулированы 23 октября 1957 года после протестов против фальсификаций.

## Результаты

### Президентские выборы
| Кандидат                           | Партия                                           | Голоса  | %     |
| ---------------------------------- | ------------------------------------------------ | ------- | ----- |
| Мигель Ортис Пасарелли             | Движение национального освобождения              | 241 335 | 51,64 |
| Хосе Мигель Идигорас Фуэнтес       | Партия национального демократического примирения | 173 365 | 37,10 |
| Мигель Астуриас Киньонес           | Гватемальская христианская демократия            | 52 600  | 11,26 |
| Недействительных/пустых бюллетеней | Недействительных/пустых бюллетеней               |         | -     |
| Всего                              | Всего                                            | 467 300 | 100   |
| Источник: Nohlen                   |                                                  |         |       |